# Qiryat Gat
Qiryat Gat (em hebraico:  קִרְיַת גַּת, em árabe: كريات جات) é uma cidade israelita do distrito Sul, com 47.800 habitantes. Encontra-se 56 quilómetros a sul de Tel-Aviv, 43 quilómetros a norte de Bersebá e 68 quilómetros de Jerusalém.